# Rodolfo Torres
Rodolfo Andrés Torres Agudelo (Busbanzá, 21 marzo 1987) è un ciclista su strada colombiano, professionista dal 2007 al 2022.

## Palmarès

### Strada
- 2010 (Boyacá, una vittoria)

7ª tappa Vuelta Mexico (Ajusco, cronomentro)
- 2017 (Androni Giocattoli, due vittorie)

2ª tappa, 1ª semitappa Tour de Bihor (Oradea > Stana de Vale)
Classifica generale Tour de Bihor

#### Altri successi
- 2015 (Colombia)

Classifica scalatori Giro del Trentino
Classifica scalatori Tour de San Luis
Classifica scalatori Vuelta a Asturias

## Piazzamenti

### Grandi Giri
- Giro d'Italia

2014: 81º
2018: 59º
- Vuelta a España

2015: 32º

### Classiche monumento
- Liegi-Bastogne-Liegi

2014: ritirato
- Giro di Lombardia

2014: ritirato
2015: 94º
2016: 13º
2017: 59º